# Asilaris praelatus
Asilaris praelatus är en skalbaggsart som beskrevs av Holzschuh 1999. Asilaris praelatus ingår i släktet Asilaris och familjen långhorningar.
Artens utbredningsområde är Laos. Inga underarter finns listade.